# Els homes Z
Els homes Z (títol original: Attack Force Z) és una pel·lícula de guerra d'Austràlia de 1982, dirigida per Tim Burstall i protagonitzada per Mel Gibson i Sam Neill.Ha estat doblada al català.

## Argument
El 1945, a l'estret de Sambalang, un funcionari japonès que va tractar d'unir-se als aliats està près en una petita illa. Sis homes són enviats per trobar-lo com més aviat millor.

## Repartiment
Unitat Especial Z
- Mel Gibson — Capità P.G. Kelly
- Sam Neill — Sergent D.J. Costello
- John Phillip Law — Tinent J.A. Veitch,
- Chris Haywood — Able Seaman A.D. Bird,
- John Waters — Sub-Tinent Ted King

Illencs
- Chun Hsiung Ko — Lin
- Sylvia Chang — Chien Hua
- Chun Ku — Granger d'Arròs